# Igor' Lebedenko
Igor' Vladimirovič Lebedenko (in russo Игорь Владимирович Лебеденко?; Mosca, 27 maggio 1983) è un ex calciatore russo, di ruolo attaccante.

## Palmarès

### Club

#### Competizioni nazionali
- Pervenstvo Futbol'noj Nacional'noj Ligi: 1

Torpedo Mosca: 2021-2022